# FLOPS
A számítástechnikában használt FLOPS (vagy flops, esetleg flop/s) egy betűszó, az angol FLoating point Operations Per Second (’lebegőpontos műveletek másodpercenként’) kifejezésből. A FLOPS-szal a számítógépek teljesítményét fejezik ki, különösen azokon a tudományos területeken, ahol gyakori a lebegőpontos műveletek használata. A FLOPS-hoz hasonló mértékegység a műveletek száma másodpercenként (IPS – instructions per second).
A szóvégi S miatt sokan úgy gondolják, hogy az az angol többes szám jele, ezért gyakran használatos FLOP néven is. A „flop” és többes számban, mint „flops” önállóan is használatos, mint a lebegőpontos műveletek száma. Ebben az értelemben a flop kifejezés a műveletek összegét és nem a sebességét jelenti.
A gyakorlatban a flops többszöröseit (10-hatványait) használják (lásd a táblázatot).

## Csúcsteljesítmény
Egy számítógép teljesítményének meghatározása bonyolult feladat, sok egymástól független tulajdonságot kell figyelembe venni. Ezek például: a futtatott alkalmazás, az alkalmazott algoritmus, a probléma mérete, a megoldásnál használt programnyelv és annak implementációja, a fordítóprogram, a programozó készsége a program optimalizálására, az operációs rendszer, általában a hardver jellemzői stb.
A számítógép gyártói általában megadják a rendszer (elméletileg elérhető) csúcsteljesítményét. Ezt általában egy processzor ciklus alatt végrehajtható lebegőpontos összeadások és szorzások számából határozzák meg. Például a Pentium III-as processzor egy ciklus alatt vagy egy lebegőpontos összeadást vagy egy lebegőpontos szorzást végez.
A Pentium III processzor esetén a csúcssebesség: {\displaystyle {\frac {1\ {\rm {muvelet}}}{1\ {\rm {ciklus}}}}\cdot 750{\rm {{MHz}=750\ {\rm {{MFLOPS}=0,75\ {\rm {GFLOPS}}}}}}}.

## ALINPACK benchmark
A TOP500 szuperszámítógép sebességének mérésére hivatalosan elfogadott LINPACK benchmark az 1970-es évek elején kidolgozott lineáris algebrai feladatok megoldásához szükséges LINPACK FORTRAN programkönyvtár részeként született meg. A szubrutin feladat a lineáris egyenletrendszerek megoldásához szükséges idő kiszámítása volt.
Az első LINPACK benchmark riport 1979-ben került publikálásra. Egy 100 elemű mátrix egyenlet megoldásával mérte 23 különböző számítógép sebességét. Ennek megfelelően 1979 óta ismerjük a számítógépek valódi sebességét. 1979-et megelőzően csak a gyártók által megadott sokszor összehasonlíthatatlan adatok alapján lehetett a számítógépek sebességét megbecsülni.
A TOP500 számítógép listáját évente kétszer teszik közzé a top500.org weblapon. A legutolsó listát 2016. június 16-án Frankfurtban közölték le.

## Mérföldkövek
A műszaki és tudományos számítások területén használt számítógépek esetében van nagy jelentősége a lebegőpontos műveletek sebességének.
1953: az első lebegőpontos műveletek végzésére épített a műszaki és tudományos számítások gyorsítását támogató számítógép, a BESZM-1 átlagos műveleti gyorsasága 10 kiloFLOPS.
1996: az Intel ASCI Red számitógépe az első, amely eléri az 1 teraFLOPS sebességhatárt.
2016: a leggyorsabb számítógép a Kínai Nemzeti Szuperkomputer központ (Vuhszi) Sunway_SW26010 számítógépe; a számított csúcsteljesítménye 125,4 petaFLOPS, míg a LINPACK benchmark segítségével 93 petaFLOPS teljesítményt mértek.